# 玛尔塔·卡瓦利
玛尔塔·卡瓦利（義大利語：Marta Cavalli，1998年3月18日—），意大利女子自行车运动员，2019年欧洲运动会女子团体追逐赛金牌得主和女子个人追逐赛银牌得主、2021年世界公路自行车锦标赛混合团体接力铜牌得主。